# 大百部
大百部（学名：Stemona tuberosa）是百部科百部属的植物。分布在菲律宾、印度北部、中南半岛以及中国大陆的长江流域以南各省区等地，生长于海拔370米至2,240米的地区，多生在山坡丛林下、路旁、溪边、山谷及阴湿岩石中，目前尚未由人工引种栽培。

## 别名
对叶百部（中药志），九重根（四川、云南、贵州），山百部根（湖南），大春根药（广东梅县）

## 外部連結
- 對葉百部 Duiyebaibu（页面存档备份，存于） 藥用植物圖像數據庫 (香港浸會大學中醫藥學院) （中文）（英文）
- 百部 Baibu（页面存档备份，存于） 中藥材圖像數據庫 (香港浸會大學中醫藥學院) （中文）（英文）
- 對葉百部堿 Tuberostemonine（页面存档备份，存于） 中草藥化學圖像數據庫 (香港浸會大學中醫藥學院) （中文）（英文）